# تحت الشجرة الخضراء
تحت الشجرة الخضراء: لوحة ريفية من المدرسة الهولندية (بالإنجليزية: Under the Greenwood Tree: A Rural Painting of the Dutch School)‏ هي رواية بقلم توماس هاردي،  نشرت بقلم مجهول في عام 1872. وكانت ثاني ما نشر من روايات هاردي، وكانت آخر ما أصدره هاردي دون ذكر اسمه، والأولي من سلسلة روايات ويسيكس التي اشتهر بها. رأى هاردي في البداية أن يسميها «كراس ميلستوك»، واستقر على العنوان الحالي الذي أخذه من أغنية في مسرحية شكسبير «كما تشاء» (الفصل الثاني، المشهد الخامس).